# Ronald Martínez Ponce
Ronald Martínez (Tegucigalpa, Francisco Morazán, Honduras; 26 de julio de 1990) es un futbolista hondureño. Juega de mediocampista y su equipo actual es el Lobos UPNFM de la Liga Nacional de Honduras.

## Clubes
| Club           | País     | Año             |
| -------------- | -------- | --------------- |
| Motagua        | Honduras | 2009 - 2013     |
| Deportes Savio | Honduras | 2014            |
| Lobos UPN      | Honduras | 2015 - Presente |

## Palmarés

### Campeonatos nacionales
| Título                    | Club    | País     | Año  |
| ------------------------- | ------- | -------- | ---- |
| Liga Nacional de Honduras | Motagua | Honduras | 2011 |